# Port lotniczy Taszkent
Międzynarodowy Port Lotniczy Taszkent im. Isloma Karimova (uzb. Islom Karimov Nomidagi “Toshkent” Xalqaro Aeroporti, IATA: TAS, ICAO: UTTT) – międzynarodowy port lotniczy położony 12 km od centrum Taszkentu. Jest największym portem lotniczym w Uzbekistanie i głównym hubem linii lotniczych Uzbekistan Airways. Po rekonstrukcji głównego terminalu w 2001 roku jego pojemność osiągnęła 1000 osób na godzinę; lotnisko obsługuje ponad 2 mln pasażerów rocznie.
Lotnisko składa się z międzynarodowych i krajowych terminali znajdujących się w oddzielnych budynkach. Inne udogodnienia obejmują poczeklanie, sale dla CIP i VIP-ów, restauracje i bary, kantory, sklepy wolnocłowe, kasy biletowe linii lotniczych itp.
25 stycznia 2017 prezydent Shavkat Mirziyoyev wydał rozporządzenie, nadające portowi lotniczemu imię swojego poprzednika, Isloma Karimova. 

## Linie lotnicze i połączenia
Port obsługiwany jest przez 34 linie lotnicze, które oferują bezpośrednie połączenia do 82 portów lotniczych w Azji, Afryce Północnej oraz Europie:
| Linia lotnicza          | Kierunek |
| ----------------------- | --- |
| Aerofłot                | 1. Krasnojarsk 2. Moskwa-Szeremietiewo 3. Petersburg |
| Air Arabia              | 1. Abu Zabi (od 2 listopada 2024) 2. Szardża |
| Air Astana              | 1. Ałmaty 2. Astana |
| Air Cairo               | 1. Szarm el-Szejk |
| AJet                    | 1. Ankara |
| Asiana Airlines         | 1. Seul-Inczon |
| Azimut                  | 1. Mineralne Wody |
| Azerbaijan Airlines     | 1. Baku |
| Batik Air Malaysia      | 1. Kuala Lumpur |
| Belavia                 | 1. Mińsk |
| China Southern Airlines | 1. Pekin-Daxing 2. Urumczi |
| Fly Dubai               | 1. Dubaj |
| Flynas                  | 1. Dżudda |
| FlyViking               | 1. Ankara |
| IndiGo                  | 1. Delhi |
| Jazeera Airways         | 1. Kuwejt |
| Kam Air                 | 1. Kabul |
| Loong Air               | 1. Chengdu-Tianfu 2. Xi'an |
| LOT                     | 1. Warszawa-Chopin |
| Nile Air                | 1. Kuwejt 2. Szarm el-Szejk |
| Qatar Airways           | 1. Doha |
| Red Wings               | 1. Kazań 2. Machaczkała 3. Samara |
| S7 Arilines             | 1. Nowosybirsk |
| Taban Airlines          | 1. Budapeszt 2. Moskwa-Domodiedowo 3. Phuket 4. Praga 5. Seul-Inczon 6. Stambuł 7. Szarm el-Szejk 8. Tel Awiw (od 31 października 2024) |
| TezJet                  | 1. Biszkek |
| Turkish Airlines        | 1. Stambuł |
| Ural Airlines           | 1. Irkuck (od 31 października 2024) 2. Jekaterynburg 3. Krasnojarsk 4. Żukowskij |
| Utair                   | 1. Moskwa-Wnukowo 2. Surgut 3. Tiumeń 4. Ufa |
| Uzbekistan Airways      | 1. Ałmaty 2. Ankara 3. Astana 4. Baku 5. Bangkok-Suvarnabhumi 6. Batumi 7. Biszkek 8. Buchara 9. Chabarowsk 10. Delhi 11. Dubaj 12. Duszanbe 13. Dżakarta 14. Dżudda 15. Fergana 16. Frankfurt 17. Goa 18. Grozny 19. Hurgada 20. Irkuck 21. Jekaterynburg 22. Karszy 23. Kazań 24. Krasnojarsk 25. Kuala Lumpur 26. Londyn-Gatwick 27. Londyn-Heathrow 28. Mediolan-Malpensa 29. Mineralne Wody 30. Mińsk 31. Monachium 32. Moskwa-Domodiedowo 33. Moskwa-Wnukowo 34. Mumbaj 35. Namangan 36. Navoiy 37. Niżniewartowsk 38. Niżny Nowogród 39. Nowosybirsk 40. Nowy Jork-JFK 41. Nukus 42. Paryż-Charles de Gaulle 43. Pekin 44. Petersburg 45. Phu Quoc 46. Phuket 47. Ryga 48. Rzym-Fiumicino (od 30 marca 2025) 49. Samarkanda 50. Sanya (od 18 grudnia 2024) 51. Seul-Inczon 52. Stambuł 53. Szarm el-Szejk 54. Tel Awiw 55. Termez 56. Tokio-Narita 57. Tbilisi 58. Ufa 59. Urgencz 60. Urumczi 61. Władywostok |